# Heteronychia destructor
Heteronychia destructor är en tvåvingeart som först beskrevs av Malloch 1929.  Heteronychia destructor ingår i släktet Heteronychia och familjen köttflugor. Inga underarter finns listade i Catalogue of Life.